# تأثير الكحول على الشيخوخة
تأثير الكحول على الشيخوخة متعددة الأوجه. تشير الدلائل إلى أن إدمان الكحول أو استهلاك الكحول المزمن يمكن أن يسبب كلا من الشيخوخة المتسارعة (أو السابقة لأوانها) – والتي تظهر فيها أعراض الشيخوخة في وقت مبكر عن المعتاد – والشيخوخة المفرطة، والتي تظهر فيها الأعراض في الوقت المناسب ولكن بشكل مبالغ فيه. تشمل آثار معاقرة الكحول على عملية الشيخوخة ارتفاع ضغط الدم واضطراب النظم القلبي والسرطانات واضطرابات الجهاز الهضمي والعيوب المعرفية العصبية وهشاشة العظام والاضطرابات العاطفية خاصة الاكتئاب. من ناحية أخرى، أظهرت الأبحاث أيضًا أن شرب كميات معتدلة من الكحول قد يحمي البالغين الأصحاء من الإصابة بأمراض القلب التاجية. تحذر جمعية القلب الأمريكية الأشخاص الذين لا يشربون الخمر من البدء في الشرب.

## الدماغ
الكحول هو سم عصبي قوي. وجد المعهد الوطني لمعاقرة الكحول وإدمانه أن «إدمان الكحول قد يسرع من الشيخوخة الطبيعية أو يسبب شيخوخة مبكرة للدماغ.» ووجد تقرير آخر صادر عن نفس الوكالة أن «استهلاك الكحول المزمن، وكذلك التعرض المزمن للهرمونات القشرية السكرية، يمكن أن يؤدي إلى شيخوخة مبكرة و/أو مبالغ فيها.» على وجه التحديد، ينشط الكحول المحور الوطائي النخامي الكظري، مما يسبب إفراز الهرمونات القشرية السكرية وبالتالي رفع مستويات هرمونات التوتر في الجسم. يؤدي التعرض المزمن لهذه الهرمونات إلى تسريع عملية الشيخوخة، والتي ترتبط بـ «تغيرات تدريجية، ولكن سريعة في كثير من الأحيان، مع مرور الوقت في كل نظام فسيولوجي تقريبًا في جسم الإنسان. مجتمعة، تؤدي هذه التغييرات إلى انخفاض كفاءة ومرونة الوظائف الفسيولوجية.» يتسبب التوتر المزمن وتعاطي الكحول المزمن الشديد في حدوث تأثير مماثل للشيخوخة المبكرة، بما في ذلك تنكس الخلايا العصبية في قرن آمون.

## القلب
وفقًا للمعاهد الوطنية للصحة، يدرك الباحثون الآن أن شرب كميات معتدلة من الكحول يمكن أن يحمي قلوب بعض الناس من مخاطر الإصابة بمرض القلب التاجي. مع ذلك، ليس من الممكن التنبؤ بنوعية الأشخاص الذين سيعانون من إدمان الكحول. بالنظر إلى هذه المخاطر وغيرها، تحذر جمعية القلب الأمريكية من البدء في الشرب إذا كان الشخص لا يشرب الكحول.

## متوسط العمر المتوقع
تتبعت دراسة نُشرت في أغسطس 2010 في مجلة «إدمان الكحول: الأبحاث السريرية والتجريبية»، 1824 مشاركًا تتراوح أعمارهم بين 55 و 65 عامًا، ووجدت أنه حتى بعد ضبط جميع المتغيرات المشتبه فيها، عانى الممنعون عن تناول الكحول والذين يكثرون من المشروبات الكحولية من زيادة خطر الوفاة بنسب 51 و45 ٪، على التوالي، مقارنة مع المعتدلين في شرب الكحول. توضح دراسة تالية عدة تحذيرات في تفسير النتائج. على سبيل المثال، لا تؤيد النتائج ولا تتحدث عن البدء في شرب الخمر للممتنعين عن شربه، ويجب ألا يشرب الخمر الأشخاص الذين يعانون من ظروف طبية تزداد سوءًا بسبب تعاطي الكحول. تشير البحوث الإضافية إلى أن أسباب الامتناع عن تناول الكحول قد تكون عاملاً مهما في نتائج الامتناع عن تناول الكحوليات: أولئك الذين لا يشربون بسبب الظروف الطبية الحالية أو بسبب مشكلات تعاطي الكحول السابقة لديهم أعلى معدلات من الوفاة المبكرة بين الممتنعين عن الشرب. بينما المجموعات الأخرى من الممتنعين عن الشرب، مثل أولئك الذين لا يشربون بسبب تنشئة الأسرة أو لأسباب أخلاقية/دينية، لديهم مخاطر وفاة منخفضة مثل أولئك الذين يشربون باعتدال.